# Hessmer
Hessmer és una població dels Estats Units a l'estat de Louisiana. Segons el cens del 2000 tenia 642 habitants.

## Demografia
Segons el cens del 2000, Hessmer tenia 642 habitants, 280 habitatges, i 176 famílies. La densitat de població era de 330,5 habitants/km².
Dels 280 habitatges en un 27,9% hi vivien nens de menys de 18 anys, en un 50,7% hi vivien parelles casades, en un 8,6% dones solteres, i en un 37,1% no eren unitats familiars. En el 32,9% dels habitatges hi vivien persones soles el 14,6% de les quals corresponia a persones de 65 anys o més que vivien soles. El nombre mitjà de persones vivint en cada habitatge era de 2,29 i el nombre mitjà de persones que vivien en cada família era de 2,9.
Per edats la població es repartia de la següent manera: un 23,8% tenia menys de 18 anys, un 9,7% entre 18 i 24, un 30,2% entre 25 i 44, un 22,3% de 45 a 60 i un 14% 65 anys o més.
L'edat mediana era de 35 anys. Per cada 100 dones de 18 o més anys hi havia 85,2 homes.
La renda mediana per habitatge era de 24.659 $ i la renda mediana per família de 31.528 $. Els homes tenien una renda mediana de 23.750 $ mentre que les dones 16.964 $. La renda per capita de la població era de 12.449 $. Entorn del 15,3% de les famílies i el 18,6% de la població estaven per davall del llindar de pobresa.

## Poblacions més properes
El següent diagrama mostra les poblacions més properes.